# Mass (azienda)
La Mass Sport srl è un'azienda italiana di abbigliamento tecnico sportivo ed equipaggiamento sportivo con sede a Battipaglia, in Campania.
È stata lo sponsor tecnico della Triestina Calcio, del Brescia Calcio, del Siena Calcio, del Benevento Calcio e del Ravenna Calcio nei primi anni 2000. Nel volley della Pallavolo Latina e della Pallavolo Piacenza, campione d'Italia nel 2009 di pallavolo femminile.
All'estero vestì varie società calcistiche tra cui le più blasonate furono Defonsor Sporting e Club Atletico Danubio, in Uruguay.
Risulta ancora attiva su mercati minori principalmente in Canada, dov'è distribuita dalla succursale DM Sports.
Dal 2019 sta tentando a piccoli passi, di tornare in auge anche in Italia, con alcune sponsorizzazioni a varie squadre. È tornata infatti dalla scorsa stagione a calcare i parquet di Futsal e Pallacanestro, rispettivamente sulle maglie del Eboli, con la quale è cessata la sponsorizzazione solo nel 2021.
Nel Basket ha stretto un accordo con il Brera, mentre nel 2020 firma un contratto con la Battipagliese, cessato però solo pochi mesi dopo.